# Струнный секстет № 1 (Брамс)
Струнный секстет № 1 си-бемоль мажор Op. 18 — сочинение Иоганнеса Брамса для двух скрипок, двух альтов и двух виолончелей, оконченное в 1860 году.

## Состав
1. Allegro ma non troppo
2. Andante, ma moderato
3. Scherzo: Allegro molto
4. Rondo: Poco allegretto e grazioso

Средняя продолжительность звучания 34-35 минут.

## Создание и исполнение
Брамс работал над музыкой секстета с 1858 года.
Первое исполнение секстета состоялось 20 октября 1860 года в Ганновере в рамках квартетных концертов Йозефа Иоахима; стабильный состав ганноверского квартета Иоахима, в который входили скрипач Теодор Айерт (1828—1888), альтист Карл Айерт (1830—1875) и виолончелист Август Линднер, был дополнен вторым альтистом Преллем и вторым виолончелистом Карлом Хернером.
Согласно воспоминаниям Леопольда Ауэра, «молодой композитор сам присутствовал при этом, — маленький, незаметный, безусый человечек с красивой волной светлых волос, причесанных à la Лист. Чрезвычайно скромный, он от застенчивости запрятался в самый дальний угол комнаты».

## Характеристика музыки
Секстет является наиболее выразительным образцом раннего ансамблевого творчества Брамса, развивающего бетховенскую традицию. Вместе с тем довольно редкий набор инструментов (известно совсем немного ансамблевых сочинений для шести струнных в добрамсовскую эпоху, из которых определённой популярностью пользовался лишь один — Луи Шпора, 1848) предоставил композитору некоторые уникальные возможности — в частности, в самом начале первая виолончель вводит главную тему первой части, в то время как вторая виолончель играет партию баса. Сходство этой темы с основной темой финала, также в первый раз излагаемой виолончелью, придаёт композиции секстета дополнительную закруглённость. В то же время известно, что Йозеф Иоахим, первый исполнитель секстета, критически отнёсся к финалу, указывая на недостаток контраста между двумя его темами и нехватку энергии в заключительной части.
Особую популярность приобрела вторая часть секстета. Ещё на стадии работы композитора над произведением её услышала Клара Шуман, по настоятельной просьбе которой Брамс сделал её фортепианное переложение, известное под отдельным названием Тема и вариации ре минор, и подарил Кларе Шуман на день рожденья. В дальнейшем музыка второй части секстета использовалась в саундтреках ряда кинофильмов, в том числе «Любовники» Луи Маля (1958) и «Пианистка» Михаэля Ханеке (2001), а также в эпизодах сериалов «Инспектор Морс» и «Звёздный путь: Следующее поколение».

## Исполнения и записи
Среди записей секстета особый интерес представляет запись 1956 года: Айзек Стерн и Саша Шнайдер (скрипки), Милтон Катимс и Милтон Томас (альты), Пабло Казальс и Мэдлин Фоли (виолончели).